# Asura geodetis
Asura geodetis är en fjärilsart som beskrevs av Edward Meyrick 1894. Asura geodetis ingår i släktet Asura och familjen björnspinnare. Inga underarter finns listade i Catalogue of Life.